# 刘世振
刘世振（1977年7月28日—），中国围棋职业棋手，上海人，绰号“拼命三郎”，师从聂卫平九段。1988年进上海队，1991年14岁进国少队，1992年入段，2000年六段。2007年7月11日升七段。任国家围棋队副队长。2009年正式担任上海围棋队主教练。

## 比赛成绩
- 2000年获第7届新人王战冠军，第三届中韩新人王对抗赛优胜。
- 2002年获第7届NEC杯亚军；
- 2003年进第8届NEC杯四强，全国围棋个人赛第三名；
- 2005年参加第10届LG盃赛，进入第十八届中国围棋名人战四强。
- 2007年获第21届中国围棋天元战亚军。